# Ontario University Athletics
Ontario University Athletics (OUA; französisch Sports Universitaires de l’Ontario) ist der Universitätssport-Verband der kanadischen Provinz Ontario. Er ist Mitglied von U Sports, dem landesweiten Universitätssportverband Kanadas. Colleges in Ontario sind in der Ontario College Athletics Association organisiert.

## Mitglieder
| Universität                                                  | Logo | Team                                | Mitglied seit | Mitglied bis |
| ------------------------------------------------------------ | ---- | ----------------------------------- | ------------- | ------------ |
| Algoma University                                            |      | Thunderbirds                        | 2012          |              |
| Brock University                                             |      | Badgers                             | 1972          |              |
| Carleton University                                          |      | Ravens                              | 1968          |              |
| University of Guelph                                         |      | Gryphons                            | 1955          |              |
| Lakehead University                                          |      | Thunderwolves                       | 1988          |              |
| Laurentian University                                        |      | Voyageurs                           | 1972          |              |
| Universität Laval                                            |      | Rouge et Or                         | 1955          | 1971         |
| McGill University                                            |      | Redbirds (Männer) Martlets (Frauen) | 1955          | 1971         |
| McMaster University                                          |      | Marauders                           | 1955          |              |
| Universität Montreal                                         |      | Carabins                            | 1955          | 1971         |
| Nipissing University                                         |      | Lakers                              | 1993          |              |
| University of Ontario Institute of Technology (Ontario Tech) |      | Ridgebacks                          | 2006          |              |
| Universität Ottawa                                           |      | Gee-Gees                            | 1968          |              |
| Queen’s University                                           |      | Gaels                               | 1955          |              |
| Royal Military College of Canada (RMC)                       |      | Paladins                            | 1973          |              |
| Toronto Metropolitan University (TMU)                        |      | Bold                                | 1972          |              |
| University of Toronto                                        |      | Varsity Blues                       | 1955          |              |
| Western University                                           |      | Mustangs                            | 1955          |              |
| Wilfrid Laurier University                                   |      | Golden Hawks                        | 1972          |              |
| University of Windsor                                        |      | Lancers                             | 1955          |              |
| York University                                              |      | Lions                               | 1972          |              |
| Trent University                                             |      | Excalibur                           | 1972          |              |
| University of Waterloo                                       |      | Warriors                            | 1961          |              |

## Sportarten

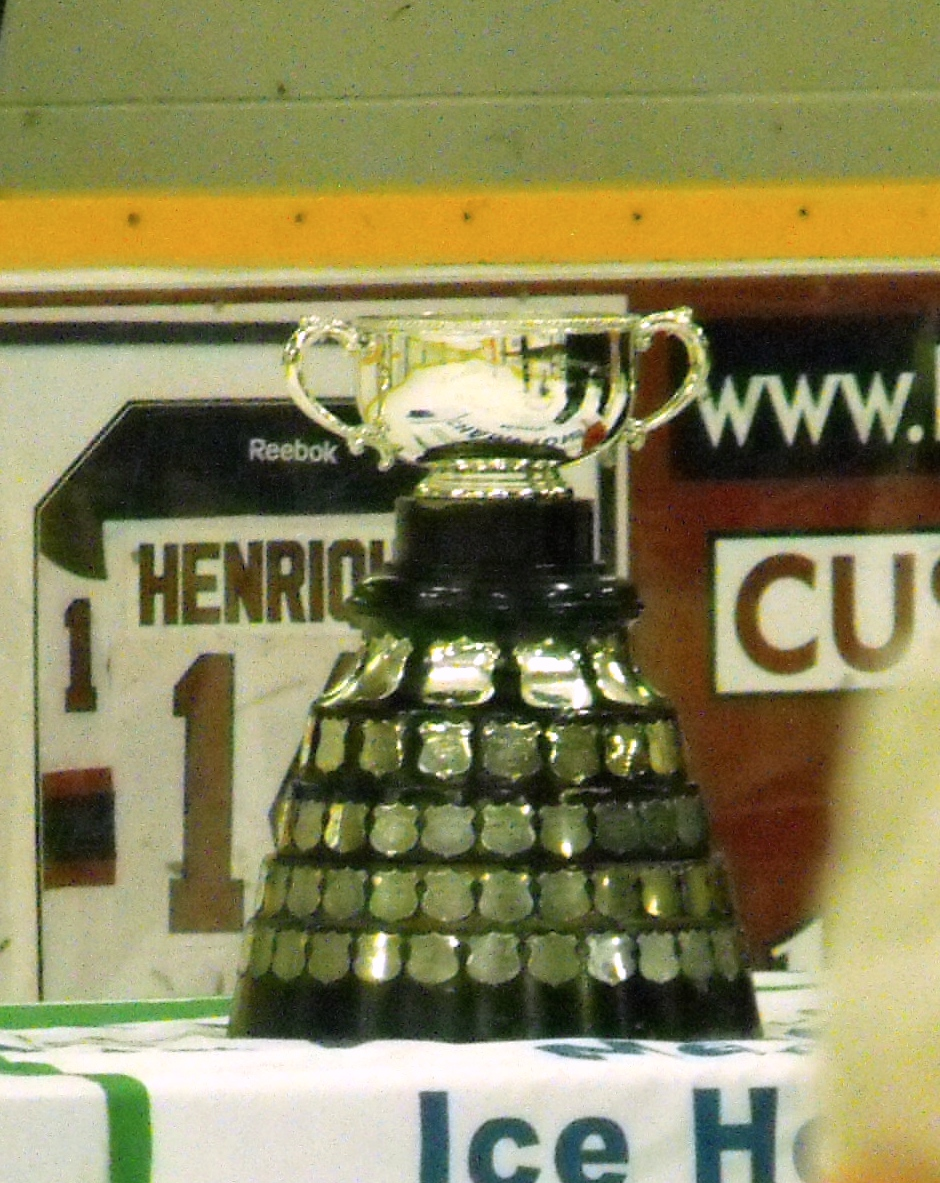
Der Queen’s Cup

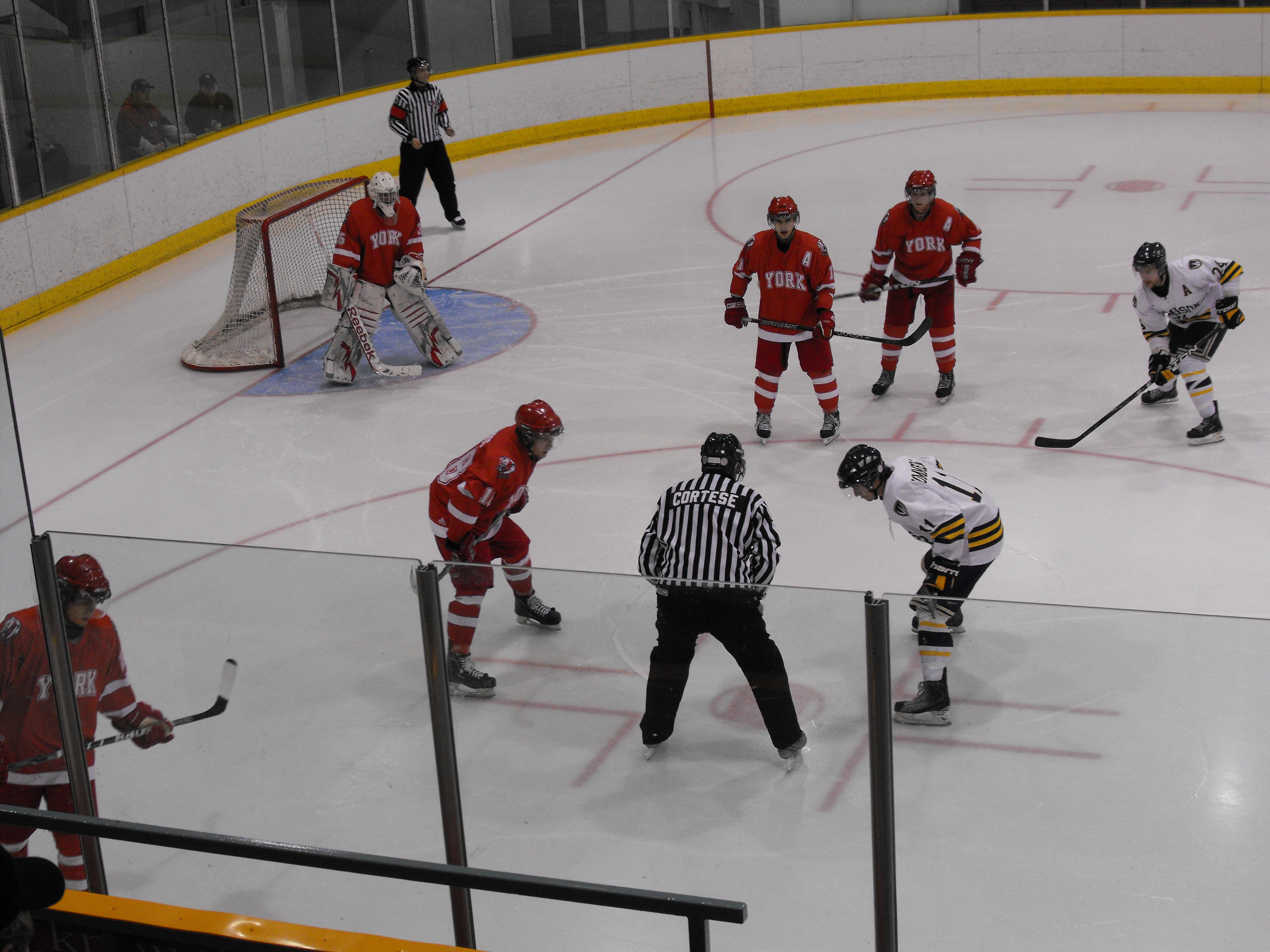
Windsor Lancers gegen York Lions in der Windsor Arena (2012)

Je nach Anzahl der teilnehmenden Mannschaften, existieren je nach Sportart meist ein oder zwei Staffeln (häufig nach Ost und West getrennt). Die Saison ist meist in eine Gruppenphase mit anschließender K.-o.-Phase zur Ermittlung des Meisters unterteilt. Die besten Mannschaften sind an den U-Sports-Playoffs teilnahmeberechtigt und spielen um die kanadische Universitätsmeisterschaft.

### Eishockey

#### Männer
Die Männerteams der OUA spielen um den Queen’s Cup. Außerdem nehmen einige Teams aus Québec an der Staffel Ost teil, da die RSEQ keine eigene Herrenliga betreibt. Den 105th Queen’s Cup im März 2016 gewannen die UQTR Patriotes. Rekordmeister sind die Toronto Varsity Blues.

#### Damen
Die Damen spielen um die OUA-Meisterschaft. Meister 2016 sind die Guelph Gryphons. Rekordmeister sind die Toronto Varsity Blues. Einige OUA-Mitglieder aus Ost-Ontario spielen aus organisatorischen Gründen in der RSEQ-Konferenz.

### Canadian Football
Der Yates Cup ist die älteste noch vergebene Football-Auszeichnung. Die Western Mustangs konnten den Cup 30 Mal gewinnen. Der 109th Yates Cup 2016 ging an die Laurier Golden Hawks.

### Basketball

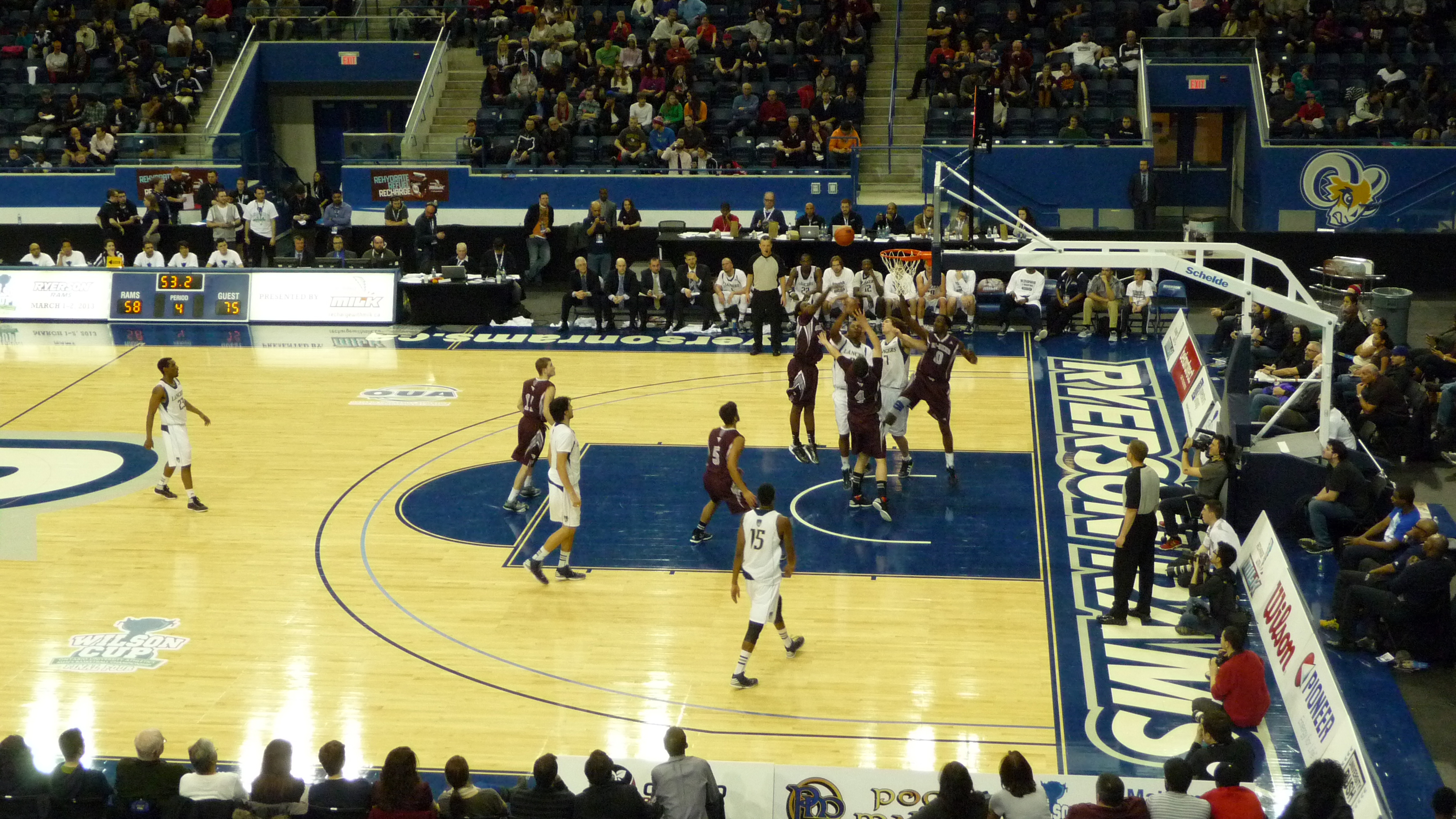
Ottawa Gee Gees gegen die Windsor Lancers, Halbfinale um den Wilson-Cup (2013)

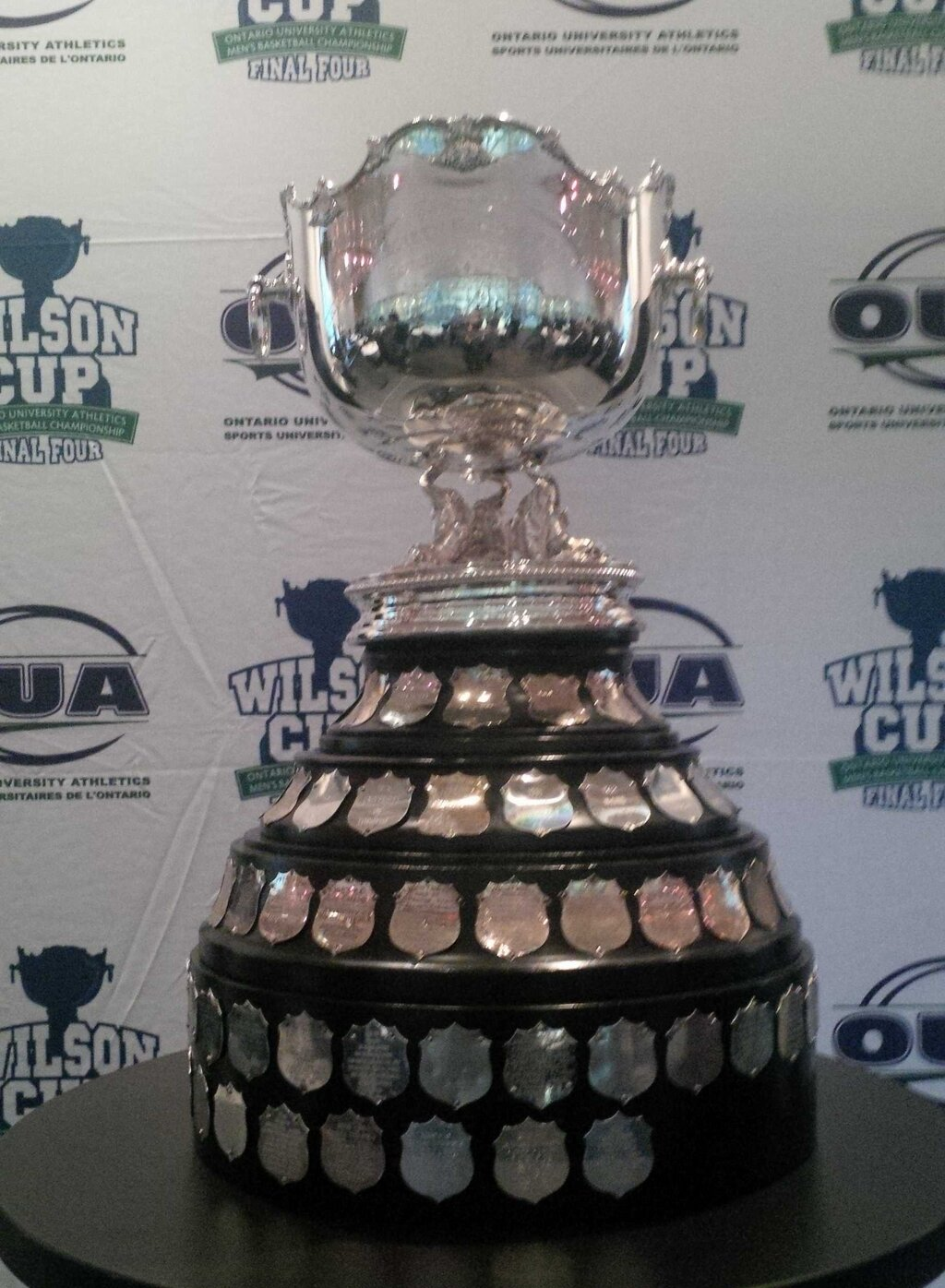
Der Wilson-Cup

Die Universitäten Ontarios dominieren traditionell den kanadischen Uni-Basketball.

#### Männer
Die Männerteams der OUA spielen in vier Staffeln um den Wilson Cup. Meister 2022 sind die Brock Badgers, Rekordmeister die Western Mustangs mit 25 Titeln. Besondere Beachtung findet das Derby der beiden Universitäten Ottawas, das als Capital Hoops Classic vermarktet wird und regelmäßig die höchste Zuschauerzahl aller Regular-Season-Spiele erzielt.

#### Damen
Die Damen spielen um den Critelli Cup. 2016 gewannen die Ryerson Rams. Rekordmeister sind die Windsor Lancers.

### Fußball

#### Männer
Herrenfußball wird in der OUA (bzw. ihren Vorgängerorganisationen) bereits seit 1904 gespielt. Seit 1934 wird der Blackwood Cup an den jeweiligen Meister vergeben. Zwei Staffeln à neun Mannschaften spielen um den Einzug in die K.-o.-Runde. 2016 ging der Blackwood Cup an die Guelph Gryphons. Rekordmeister sind die Toronto Varsity Blues mit 49 Titeln.

#### Damen
Seit 1984 wird auch in der OUA Damenfußball gespielt. Die Liga ist in eine Ost- und eine West-Staffel mit je zehn Mannschaften unterteilt. Die jeweils besten sechs nehmen an der K.-o.-Runde teil, wobei die beiden Zweiten der Staffeln erst im Viertel- und die Sieger erst im Halbfinale einsteigen. Meister 2016 wurden die UOIT Ridgebacks. Rekordmeister der OUA sind die Ottawa Gee-Gees.

### Rugby

#### Männer
Die Herrenmannschaften spielen um die OUA-Goldmedaille. 2014 waren die Queen’s Gaels hier erfolgreich.

### Baseball
Baseball wird seit 2001 unter Aufsicht der OUA gespielt. Zehn Mannschaften spielen in einer gemeinsamen Staffel. Seit 2004 wird an den Meister die Jason Guindon Trophy vergeben, die von den Western Mustangs sechs Mal, zuletzt 2016, gewonnen werden konnte.

### Lacrosse
Obwohl Lacrosse offizieller Nationalsport Kanadas ist, findet er vergleichsweise wenig Beachtung. Es existiert eine Damenliga mit zwei Staffeln und zehn teilnehmenden Universitäten. Meister 2016 wurde Trent Excalibur.

## Geschichte
Die Canadian Interuniversity Athletic Union (CIAU) bestand ursprünglich ausschließlich aus Mannschaften Ontarios und Québecs. Im Zuge der Ausweitung der CIAU wurde 1955 zur besseren Organisation die Ontario-Quebec Athletic Association gegründet (O-QAA). Dort nahmen zunächst nur Herrenteams teil. 1971 kam es zur Abspaltung der Québecer Universitäten und die O-QAA benannte sich in Ontario Universities Athletic Association (OUAA) um. Im gleichen Jahr wurde die Ontario Women’s Interuniversity Athletic Association (OWIAA) gegründet. Erst 1997 kam es zur Fusion mit der OWIAA und der Verband nennt sich seit dem Ontario University Athletics.

## Sportübertragungen
Die OUA überträgt zahlreiche Veranstaltungen über Videostreams. Einige Meisterschaftsspiele werden darüber hinaus regional oder landesweit im Fernsehen übertragen.